# Obultroni Sabí
Obultroni Sabí (en llatí Obultronius Sabinus) va ser un magistrat romà del segle i.
Va ser qüestor de l'erari (quaestor aerarii) l'any 57, quan l'emperador Neró va traslladar la custòdia dels documents dels qüestors als prefectes. Va morir a Hispània per orde de Galba quan aquest va pujar al tron l'any 68.